# Henry Chinaski
Henry Chinaski é o protagonista de cinco livros de Charles Bukowski, assim como histórias curtas e poemas. Henry Chinaski é também mencionado brevemente no início do último livro de Bukowski, Pulp. Ele é um anti-herói completo: um alcoólatra misantrópico que vive de emprego em emprego e de mulher em mulher. Também é um personagem autobiográfico; como Bukowski, Chinaski cresce pobre; possuí mais casos com mulheres jovens e passa muitos anos no correio, trabalho que ele odeia. Ele foi retratado por Mickey Rourke no filme Barfly, que o próprio Bukowski roteirizou. Também foi retratado por Matt Dillon no filme Factotum, produzido em 2005.
O personagem Henry Chinaski representa o alter ego do próprio Charles Bukowski. Grande parte das histórias vividas por ele são baseadas nas experiências do próprio Bukowski, sendo portanto um personagem autobiográfico. Em alguns casos são reproduções exatas de fatos vividos pelo escritor. 
O grupo checo de rock Chinaski assumiu o nome do personagem.

## Livros com o personagem Henry Chinaski
- Confessions of a Man Insane Enough to Live With the Beasts (1965)
- Post Office (1971)
- South of No North (1973)
- Factotum (1975)
- Women (1978)
- Misto-Quente (1982)
- Hot Water Music (1983)
- Hollywood (1989)
- Septuagenarian Stew (1990)

Cartas na rua